# Club de las cuatro haches
Club de las cuatro haches o club 4H es un término con el que se comenzó a denominar alrededor de 1983 a los grupos de riesgo más expuestos a contraer el síndrome de inmunodeficiencia adquirida (sida), por lo menos desde el punto de vista del conocimiento disponible en ese momento sobre la enfermedad.
De acuerdo con los avances en la investigaciones, hacia 1981 se sabía que el sida estaba presente en las comunidades homosexuales de Estados Unidos. En 1982 se descubrieron casos entre personas que habían sido transfundidas con sangre o habían sido tratadas con productos derivados de la sangre humana. Otros casos correspondían a usuarios habituales de drogas intravenosas que compartieron jeringas con otras personas que también habían desarrollado el sida. En ese mismo año, los Centros para el Control y Prevención de Enfermedades de Estados Unidos (CDC, por sus siglas en inglés) añadieron a la lista de grupos de riesgo a los haitianos y sus descendientes, y en particular a aquellos que habían llegado de Haití recientemente.
De esta manera, cuando la gente hablaba del club de las cuatro haches en 1983, estaba refiriéndose a los Homosexuales, los Heroinómanos, los Hemofílicos y los Haitianos. La idea del club de las 4 haches contribuyó a reforzar la estigmatización de estos grupos y del propio SIDA.